# Сингх, Гадж
Гадж Сингх Ратхор (хинди गज सिंह (मारवाड़); 30 октября 1595 — 6 мая 1638) — раджа раджпутского княжества Марвар (7 сентября 1619 — 6 мая 1638).

## Ранние годы
Родился 30 октября 1595 года в Лахоре. Старший из оставшихся в живых сыновей Сура Сингха (1571—1619), раджи Марвара (1595—1619). Его мать, Рани Собхаг Девиджи, урожденная Кришнавати Бай, была дочерью Сехавата Качвахи Дурджана Сала.
В 1608 году он посетил двор могольского императора Джахангира вместе со своим отцом. В 1609 году Махабат-хан, участвовавший в экспедиции против раны из Мевара, был дезинформирован о том, что семья раны находится под защитой Сур Сингха в форте Соджат. Таким образом, Махабат-хан даровал соджат Караму Сингху, внуку Чандрасена. Эта дезинформация была прояснена только после вмешательства Бхатая Говинддаса и Соджата, и Абдулла Хан вернул Гадж Сингху Нагор.
Джалор, который контролировался Бихари Патанами, был передан императором Джахангиром в качестве джагира Гадж Сингху. Затем Гадж Сингх успешно купил Джалор и удержал его под своим контролем.

## Правление
Гадж Сингх был в Джодхпуре, когда его отец Сур Сингх скончался в Махикаре, Декан. Услышав новости, он немедленно отправился в Декан, оставив дворянина по имени Раджсингх Кумпават во главе Джодхпура.
Могольский падишах Джахангир послал тику Гадж Сингху и даровал ему паргану Джайтарана, Соджата, Сивы, Саталмара, Джодхпура, Тервады и Гондвады, а также пожаловал ему мансаб в 3000 зат и 2000 савар вместе с титулом раджи.
Вскоре после этого он отправился к форпосту Великих Моголов в Махикаре, где успешно отразил силы Ахмаднагараа во главе с Эмбер Джео. За свои заслуги он был удостоен титула «Далтаман». Когда принц Хуррам был назначен губернатором Декана, Гадж Сингх взял отпуск и отправился в Джодхпур, а оттуда в Агру. Падишах Джахангир повысил свой мансаб до 4000 зат и 3000 савар и пожаловал ему парганы Джалор и Санчор.
5 мая 1623 года Гадж Сингх был отправлен вместе с Махабат-ханом и Парвиз-мирзой выследить мятежного наследного принца Хуррама. Накануне своего отъезда он получил Фалоди в джагир, а его мансаб был увеличен до 5000 зат и 4000 савар.
16 октября 1624 года произошла битва между императорской армией и армией наследного принца Хуррама. Гадж Сингх изначально не хотел принимать активного участия в этой битве и расположился лагерем на левом берегу реки. Армия повстанцев почти победила, когда Бхим Сисодия, союзник Хуррама, вызвал его на битву. Грубый язык заставил Гаджа Сингха принять активное участие в битве, и вскоре армия повстанцев была разгромлена. Причиной нежелания Гаджа Сингха могло быть его близкое родство с Хуррамом, который родился от Джодхпурской принцессы Джодх Бай, которая была сестрой по материнской линии своего отца Сура Сингха. Возможно, другой причиной было то, что он решил, что дни императора сочтены, и хотел быть на хорошей стороне Хуррама. Однако его желание не могло быть исполнено. Тем не менее, благодаря этой победе он получил звание 5000 зат и 5000 савар от Джахангира.
Раджа Гадж Сингх с ханом Джаханом Лоди были в Декане, когда император Джахангир скончался. Затем Гадж Сингх дезертировал на сторону Шах-Джахана. Гадж Сингх посетил двор Шах-Джахана вскоре после его вступления на императорский престол. Император обновил мансаб Гаджа Сингха и наградил его Хаса Хилат (особым почетным одеянием), мечом, конем, слоном и литаврами. 22 февраля 1630 года он был отправлен против хана Джахана Лоди, мятежного губернатора Декана. Он был назначен командующим одной из трёх армий, сражавшихся против Джахана Лоди, и противостоял партизанской тактике повстанцев. За свои заслуги он был награжден парганой Махрота и ему был присвоен титул «махараджа».
Гадж Сингх был послан вместе с Асаф-ханом против султана Биджапура в декабре 1631 года. В марте 1636 года он был награжден конем со специальным золотым снаряжением и вернулся из Декана вместе с императором Шах-Джаханом. Затем он был назначен в армию под командованием принца Шуджи.

## Смерть
Гадж Сингх умер вскоре после возвращения в Агру 6 мая 1638 года и был кремирован на берегу реки Джамна .